# Larivière, Territoire de Belfort
Larivière är en kommun i departementet Territoire de Belfort i regionen Bourgogne-Franche-Comté i östra Frankrike. Kommunen ligger i kantonen Fontaine som tillhör arrondissementet Belfort. År 2022 hade Larivière 278 invånare.

## Befolkningsutveckling
Antalet invånare i kommunen Larivière
| Referens: INSEE |